# الصدمة (برنامج)
الصدمة (بالإنجليزية: The Shock)‏؛ هو برنامج تلفزيون من فئة الكاميرا الخفية، عُرض على قناة إم بي سي 1 في شهر رمضان من سنة 2016، وقد لقي نجاحا كبيرا، مما جعل شركة الإنتاج تصور موسماً ثانياً له، عُرض طيلة شهر رمضان من سنة 2017.

## فكرة البرنامج
تقوم فكرة البرنامج على عمل كاميرات خفية قصد تصوير مشهد غير حقيقي مترصدين بذلك ردة فعل الناس حول هذه المشاهد الغير عادية بطبيعة الحال
.

## ردود الفعل
لقد لقي البرنامج أصداء إيجابية في كل أنحاء العالم العربي خصوصا وأنه جاء بفكرة مختلفة ومغايرة تماما عما تعود عليه المشاهد في هكذا أنواع من البرامج التي تلمس الجانب الإنساني من الآخر، كما أن تصويره في عدد من الدول العربية زاد من شهرة البرنامج
.

## رفْض المغرب للتصوير

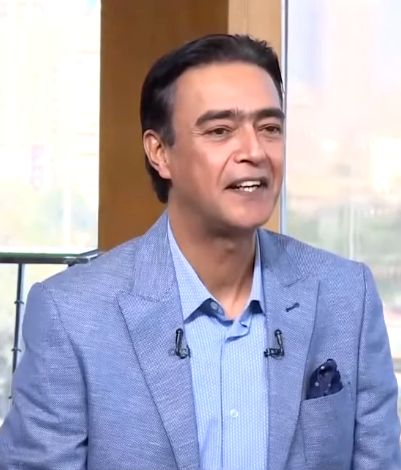
كريم كوجاك مُقدِّم برنامج الصدمة في مصر

بعد نجاح الموسم الأول قرر فريق العمل إضافة دول أخرى لقائمة الدول التي يجري فيها تصوير البرنامج، ووقع الاختيار على بلد من المشرق العربي وهو الأردن وسوريا وآخر من أوروبا كان هو ألمانيا ثم ثالث من شمال أفريقيا وهو المغرب، لكن هذا الأخير عوض بدولة تونس حتى آخر اللحظات وذلك بعدما رفضت وزارة الاتصال المغربية إعطاء الرخصة لفريق العمل، معللين بذلك 
 كما تجدر الإشارة إلى أن الممثل هشام الوالي شقيق الممثل المغربي الآخر رشيد الوالي كان سيشرف على تقديم البرنامج في دولة المغرب لكن الفكرة لم تتم على حد تعببره 

## الموسم الأول

### تقديم
- الإمارات: خالد الصقر
- العراق: آلاء حسين
- مصر: كريم كوجاك
- لبنان: طارق سويد

### الحلقات
| رقم الحلقة | اسم الحلقة                                                         | رابط الحلقة |
| ---------- | ------------------------------------------------------------------ | ----------- |
| 01         | مواطنون عرب يواجهون ابنا يهين أباه                                 |             |
| 02         | إهانة " الخادمة " يتسبب في آلام ودموع                              |             |
| 03         | ماذا لو رأيت شابا من ذوي الاحتياجات الخاصة يتعرض للتوبيخ           |             |
| 04         | شاب يحتال على "كفيف" وتدخل سريع لإعادة حقه                         |             |
| 05         | شباب ألقوا القمامة في أماكن لن تتخيلها .. شاهد رد فعل الناس        |             |
| 06         | القسوة تتجسد في فتاة تنهر أمها أمام الجميع ... ولا تنهر            |             |
| 07         | فتاة تتعرض للتحرش أمام الناس .. فما هو رد فعلهم؟                   |             |
| 08         | :8 ضرب الأطفال بسبب درجات الاختبارات                               |             |
| 09         | " تدخين الأطفال" ما ردة فعل الناس؟                                 |             |
| 10         | رجل كبير يسرق لإطعام أطفاله الجياع .. ردود فعل تهّز القلوب          |             |
| 11         | رجل يهين زوجته أمام الناس .. شاهد ردود أفعالهم                     |             |
| 12         | مواطنون يتسابقون لمساعدة سيدة من أجل شراء دواء لابنها              |             |
| 13         | سخرية واستهزاء من "قصير القامة"                                    |             |
| 14         | الصدمة يناقش الطائفية .. كيف كانت ردة الفعل في مصر ولبنان والعراق؟ |             |
| 15         | جرسون يطرد رجلا من المطعم لأنه "مشرد" ومواطنون يدافعون عنه         |             |
| 16         | طفلة تتعرض للاختطاف .. فكيف تصرف الناس؟                            |             |
| 17         | إهانة عامل بسيط على يد زبون مغرور ... خادم القوم سيدهم             |             |
| 18         | محاولات لسرقة "لاب توب" ومواطنون يحافظون على الأمانة               |             |
| 19         | أطفال "عاملون" يتعرضون للضرب والشتم ... إنتهاك طفولة بريئة         |             |
| 20         | المربية تضرب الطفلة التي ترعاها ... حالات من الذهول                |             |
| 21         | ماذا لو تعرض شخص للإهانة أمامك بسبب مظهره البسيط؟                  |             |
| 22         | طفل مستفز وغير مهذب مع أمه                                         |             |
| 23         | معاناة الأطفال المصابين بالتوحد في الأماكن العامة                  |             |
| 24         | سرقة محفظة في أماكن عامة ... كيف تعامل الناس مع الموقف؟            |             |
| 25         | أم تحاول إقناع ابنتها "القاصر" بالزواج من أجل المال                |             |
| 26         | أشخاص لا يلتزمون بالنظام ويتخطون الصف بالماركت                     |             |
| 27         | أمهات لا تقدر على شراء ألعاب لأطفالها بسبب أسعارها المرتفعة        |             |
| 28         | خطأ في الحساب يكشف أمانة الزبائن                                   |             |
| 29         | أشخاص يعانون من التلعثم في الكلام ويتعرضون لسوء المعاملة           |             |
| 30         | كيف تتصرف مع الشخص "الفضولي"                                       | [ 4 ]       |

## الموسم الثاني

### تقديم
- مصر: كريم كوجاك
- العراق: آلاء حسين
- الإمارات: خالد صقر
- لبنان: طارق سويد
- السعودية: تركي اليوسف
- تونس: أحمد الإندلسي
- الأردن: هيثم بارودي
- سوريا: نانسي خوري
- عمان: رشاد الربخي
- ألمانيا: سناء حمداني ونورا بروكمان

### الحلقات
| رقم الحلقة | اسم الحلقة                   | دولة 1                                                         | دولة 2                                                | دولة 3                                                   | دولة 4                                                                              |
| ---------- | ---------------------------- | -------------------------------------------------------------- | ----------------------------------------------------- | -------------------------------------------------------- | ----------------------------------------------------------------------------------- |
| 1          | زوجة الأبن القاسية           | الأردن (نيبال العوضي - تالين يغمور - عبد الله أبو نجم)         | الإمارات (فاطة المزروعي - أحمد الكعبي)                | مصر (سارة أطميان - سناء عبد الحليم - إسماعيل السيد)      | السعودية (نغم- عمر صليبي)                                                           |
| 2          | أطفال في مواجهة البرد        | مصر (سلمى)                                                     | العراق (محمد فراس)                                    | لبنان (أحمد حسن)                                         | تونس (وجيه -زينب)                                                                   |
| 3          | أمهات في مواجهة الفقر        | مصر (رحاب حسن)                                                 | تونس (عفاف بالحاج)                                    | العراق (كرار فاضل - شاهندا الربيعي)                      | السعودية (عمر صليبي - مدى عبد الرحمن)                                               |
| 4          | التعامل مع اللاجئين          | مصر (أحمد حافظ - غادة هارون - عبد القادر خليل - محمود أبو زيد) | ألمانيا (ميرت أوكور - رهف طالب - توفيق عطار)          | الأردن (أركان قاسم - عبد الله أبو نجم - عبير عادل)       | لبنان (يوسف جنون - وائل جديد)                                                       |
| 5          | المدرس                       | مصر (وجدي محمد - ابرام شكري)                                   | عمان (أبو مازن - ماجد الشيبي)                         | سوريا (زهير خراط - فادي حواشي - فادي بديم)               | السعودية (غسان صليبي - محمد موسى) · - لبنان (سامية مطران - جو روحانا - سيمون جاموس) |
| 6          | أم تحمل رسالة                | مصر (جمالات دسوقي - سناء فؤاد)                                 | الإمارات (سهام محمد)                                  | السعودية (عزيقة)                                         | لبنان (لينا أسعد)                                                                   |
| 7          | الإعتداء على سيدة وطفلها     | مصر (إسماعيل السيد - سارة أطميان)                              | سوريا (أديب زوق - مجدولين حبيب)                       | العراق (أمير إحسان - شاهندا الربيعي)                     | السعودية (عمر صليبي - نغم )                                                         |
| 8          | إستغلال السائح               | الإمارات (كريستيال في لياو -مصطفى مراد)                        | تونس (باربارا ماركو غوزي - مروان الأندلسي)            | مصر (أحمد إسماعيل - بن ميوتل - أنا ميلا - خالد محمد)     | لبنان (تمارا حاوي - عدي الطفيلي)                                                    |
| 9          | الرحمة مع كبار السن          | لبنان (إليان فاضل - ليندا عساف - يوسف جنون)                    | السعودية (عزيقة - أحمد العتيبي)                       | مصر (جمالات دسوقي)                                       | سوريا (أيمن زروق - هاجر قصبلي)                                                      |
| 10         | طفل يشتري هدية لامه          | مصر (شريف رواش - أحمد محمد)                                    | لبنان (أحمد حسن - يوسف جنون)                          | العراق (فضل كويش - كرار فاضل)                            |                                                                                     |
| 11         | عمل المرأة                   | مصر (منى فؤاد - احمد إسماعيل)                                  | تونس (ساندرا- مروان الاندلسي)                         | السعودية (خالد العنزي - نغم)                             | لبنان (رولا جميل - عدي الطفيلي)                                                     |
| 12         | التعامل مع السائق الخاص      | تونس (بشير عباس - محمد بن إسماعيل)                             | عمان (فهد العمري - أبو يوسف)                          | مصر (محمود أبو زيد-وجدي محمد)                            | لبنان (يوسف جنون-جورج اسطفان)                                                       |
| 13         | فقراء يأكلون من القمامة      | مصر (إبرام شكري - يحيي حسام-وجدي محمد) )                       | لبنان (يوسف جنون - ليندا عساف)                        | الأردن (سعد أبو نجلة - محمد الغبيط)                      | العراق (كرار فاضل - أنصاف عبد الله)                                                 |
| 14         | المخدرات                     | مصر (يحيي حسام - هيثم فاروق-إبرام شكري)                        | العراق ( زيد علي الملاك - أمير حسان - كرار فاضل)      | السعودية (محمد موسى - رامي - محمد عسكر )                 | لبنان (سيمون جاموس -جو روحانا - كريس زمار)                                          |
| 15         | القسوة مع الجدة              | الإمارات (أسيانا فارس - سهام محمد)                             | سوريا (هاجر قصبلي - ريمان أمين)                       | السعودية (عزيقة - نغم)                                   | مصر (سلمى مسعود - سناء فواد)                                                        |
| 16         | المظاهر خداعة                | مصر (جنا)                                                      | العراق (جمانة)                                        | السعودية (منى العبود)                                    | تونس (زينب)                                                                         |
| 17         | بضاعة إسرائيلية              | تونس (مروان الأندلسي - انس عزوز)                               | مصر (جمالات دسوقي - أحمد إسماعيل - وليد نبيل)         | لبنان (يوسف جنون - شربل غصطين)                           | العراق ( امير احسان- كرار فاضل)                                                     |
| 18         | الاعتداء على الطبيب          | مصر (رباب حسن-محمود أبو زيد - أحمد حافظ)                       | العراق ( امير احسان- كرار فاضل - رعد التميمي)         | السعودية (عمر صليبي -خالد العنزي - غسان صليبي)           | تونس (وليد الفالح - صلوحة حجري - سليم خليفي)                                        |
| 19         | اختيار الزوج                 | مصر (زهرة أحمد - جوليا الشاويش)                                | السعودية (جبر الجبر - باسم الريس)                     | لبنان (ولا جميل - ساندرا ملحم)                           | العراق (لنا الزهاوي-شروق الحسن)                                                     |
| 20         | المال المفقود                | مصر (وليد الهندي)                                              | لبنان (شربل غصطين - لينا أسعد)                        | السعودية (عمر صليبي)                                     | الإمارات (حمدان الهنداسي)                                                           |
| 21         | رجل الأمن                    | العراق (رعد التميمي - أمير أحسان)                              | لبنان (يوسف جنون-جورج اسطفان)                         | مصر (وجدي كامل - أحمد حافظ)                              | الأردن (محمد صبري - أحمد شريف)                                                      |
| 22         | تخطي الصف بلا حق             | مصر (إسماعيل السيد-نزار- سارة أطميان)                          | الإمارات (جاسم البلوشي - فراز رفيق)                   | السعودية (طه سرور - أحمد العتيبي)                        | لبنان (شربل غصطين-يوسف جنون - أسامة مرجاني)                                         |
| 23         | بطل من ذوي الاحتياجات الخاصة | مصر (إيمان شلبي - إسماعيل السيد)                               | لبنان (يوسف المولي - يوسف جنون)                       | السعودية (عبد المجيد البواردي - عمر صليبي)               | تونس (أحمد - أحمد حنان)                                                             |
| 24         | الفكر المتطرف                | مصر (إيهاب المصري - محمد الغريب)                               | الأردن (أحمد شريف- عبد الله أبو نجم)                  | تونس (مروان الاندلسي - أشرف رحمام)                       | السعودية (خالد العنزي - عمر صليبي)                                                  |
| 25         | عامل النظافة                 | مصر (هيثم فاروق-إبرام شكري - يحيي حسام - وجدي محمد)            | لبنان (سيمون جاموس - أسامة مرجاني - جو روحانا)        | السعودية (سليم - محمد موسى - علي صليبي)                  | الإمارات (مشرف شيخ - ساريه قتيبه - عبد الغني قتيبه                                  |
| 26         | زوجة الأب القاسية            | الأردن (الطفلة سدين - الطفلة ريحان - رنا الأسير)               | السعودية (نغم - الطفلة سارة - الطفل سلطان)            | مصر (محمود أبو زيد - ياسمين حامد - الطفلة سلمى)          |                                                                                     |
| 27         | التميز الديني                | ألمانيا (ميرت أوكور- توفيق عطار - محمد عطار)                   | مصر (أحمد حافظ- محمود أبو زيد)                        | لبنان (هشام شبو - جيهان شمعون - فاطمة بزي - جورج اسطفان) |                                                                                     |
| 28         | شباب مكافح                   | مصر (الطفلة جنا - أحمد أسماعيل - إيهاب المصري - جوليا الشواشي) | السعودية (مرام - خالد العنزي - محمد موسى)             | الأردن (احمد شريف - عبد الله أبو نجم - ليان يغمور)       |                                                                                     |
| 29         | التسامح وإحترام الأخر        | الإمارات (مصطفى مراد - جاويد محمد)                             | السعودية (طه سرور - فايز الشريف)                      | مصر (أحمد حافظ - صادق حسين)                              | لبنان (يوسف جنون- أسامة مرجاني)                                                     |
| 30         | رأيك في الصدمة               | مصر (سارة أطميان - إسماعيل السيد - أحمد حافظ)                  | الإمارات (جاسم البلوشي- أحمد الكعبي - فاطة المزروعي ) | السعودية (باسم الريس - عمر صليبي- )                      | لبنان (ماريلين كتان - دانيلا شديد)                                                  |

### فريق العمل
الفريق العام
| - أعمال المكساج:ساوند ديفيس - محمد الفولي - خالد المصري - حاتم سعد - مدير الإنتاج: مصطفى البرنس - إعداد البرنامج: وائل السادات - منتج منفذ: يارا ميديا - دبي - فريق عمل: O3 productions | - إدارة عمليات: سارة الرشيد - مدير الحسابات: جهاد أبو هلال - مونتاج: محمد فتحي - هاني كرارة - لاين بروديوسر: أسامة الشرقي - المدير العام:فادي إسماعيل | - كبير المحررين:محمد فتحي - مونتير: هاني كرارة - أحمد شاهين - أميرة جلال - مساعدين مونتاج: محمد داود - تصحي ألوان: أحمد الشامي - شكر: عماد أبو سيف |

| فريق عمل الإمارات - المقدم:خالد صقر - الأشراف العام:أوس الشرقي - مساعد مخرج أول :هيلدا العريضي - مساعد مخرج ثاني: عمر علي - مساعد مخرج ثالث:روان الخوري - إدارة مواقع:ليدا فلوريس - مساعد إنتاج:محمد عبد الهادي - تنفيذ الديكور:شنواز شازو - نقل:محود جاد - مونتاج:تيسير مصطفى - إدارة مالية: عماد العنزي - صوت:بلال الحاج - فني صوت:أيمن قدورة - مدير الإنتاج:مصطفى إسماعيل - إدارة التصوير:أتيش بارمر - مصوريين:عدي ناريش - زابير بارمر - زاهير سيمو - سيمون سارس - شكر خاص:تعاونية الاتحاد - اتحاد مول - أرابين سنتر - دبي فستيفال سيتي - ليلى - فريق عمل مصر - الفنان الكبير:كريم كوجاك - أخراج:حازم فؤاد - مساعد أول أخراج:صوفي حسن حداد - مساعد إخراج:ياسمين محرم - أحمد خطاب - كلاكيت:محمد أحمد عبد الغفار - مدير التصوير:أشرف جابر - مصوريين:طاهر خضر - كريم عبد القوي - هشام جابر - كاميرات:حمدي محمد - فيديو أسيست:محمد حسين - محمد ياسر السيد - كاميرات جوبرو:محمود عباس - 5 دي كاميرات أسطى كاميرات:طارق حماددة - إسلام رفاعي - ماكينج:محمد طاهر - هندسة صوتية ومعدات:مصطفى عبد الغني - مهندسين صوت:محمد علي - محمد العربي - فني صوت: محمد بهاء - حمودة خليل - أحمد مهنة - طارق جمعة - طارق أبو الدهب - اضاءة: أحمد عزمي - محمد عزمي - ستايلست: هبة رفعت - مساعد استايلست:منة رفعت - ملابس: يوسف رفعت - حمدي عيد - كوافير كريم كوجاك:مروة صلاح - كوافير:نبيلة الحسيني - ماكيير: وسام الشرقاوي - باسم الشرقاوي - اكسسوار:محيي فكري - فنيين اكسسوار:مصطفى فكري - رجب علي - سيارات:مسعد عرفة - كرفانات:يسري الشرقاوي - مولدات:محمود بريقع - مدير إنتاج:أيمن السعيد محمد - منفذ إنتاج:معتز ياسين - مصطفى المغربي - حسام المغربي - مساعدين إنتاج:عمر الشريف- كرستين باسلي - مدير مالي: محمد مجدي فوزي - محاسب:محمد عبد الهادي النجار - أشراف على الإنتاج:مصطفى البرنس - كاستينج:أحمد الشاعر - محمد الشاعر - تعليق صوتي:عمرو عصام - شكر خاص:طيبة أوتلايت مول - زيزينيا مول -tsm مول - جمعية مسجد مصطفى محمود - سلسلة مطاعم جاد - سوبر ماركت مزارع دينا - محلات ضجة - كافيه وان اليفين - مقهى زهرة البستان - وزارة الداخلية إدارة الإعلام والعلاقات فريق عمل السعودية - تقديم :تركي اليوسف - اخراج:نصري صغبيني - محتوى ومدير ممثلين:الي نجم - مساعد مخرج:اليي هابرا - المنتج التنفيذي:زينة جعفر - منتج ومحرر:زينة بري - مدير موقع:باسم الإسمر - كاميرا مان: بشارة رزق - وليد بشارة - أشرف حامد - جيمي خوري - مساعدين: عبد الرحمن حرب - يوسف حرب- أحمد حرب - عبد العزيز حرب - مشغلي الصوت: جوزيف الحكيم - حبيب الساعي - ميك أب: سارية الأشك - أماكن: حياة مول - كوفيه شوب المساء - شارع مشاة الروضة - سوبرماركت الجزيرة - مستشفى النقبة- كوفيه شوب تيم هورتون فريق عمل لبنان - أخراج: يوسف أبو نافع - تقديم: طارق سويد - المنتج التنفيذي:زينة جعفر - مدير إنتاج:سليم فارس - منتج:ماريلين قطان - لوجيستيك:روك يمين - مدير موقع:مابيلا خليل - إي لودر:روجر بودجي - رئيس الكاميرا:نصري صغبيني - 5 دي اوبريتور:ميلد ميتري - اليد سكاي - كاميرا مان:الي هابرا - كريم المقداد - روني رميتي - اليد سكاي - جورجس أبو رجيلي - مساعدين: ياسر نجم - ياسر هاشم - مشغلي الصوت: جهاد سميحة - شاربل طانوس - نيكولاس سيد - جوزيف توهمي - طه البابا ماجد - ميشيل خير الله - فرانسوا مطر - مساعد صوت: ريموند هدشيتي - ميسكينيا أستيفان - ديكور: حسن حاجي قاسم - بركات علي - بلال علي - أحمد علي - تكنيك:بول عباس - رئيس التحرير: كالين خباز خسبيان - صولا سفير - منفذ: نانسي بكليني - ميك أب:دانيلا شديد - تالين أفكيان - مدير ممثلين:الي نجم - أماكن: موستاش - كوستا ماميلتون - فاضل للفواكه والخضروات - بارلي وبين - جزار عون ناككاش - صالون روبين أوكر - مطعم سومار - شكر خاص:كريب اواي - بلدية جونيه - مود لونج بار - فيرتيل جاسترو بار - بلاك اوليف - بلدية زوق ميكايل - سيمون ضرغام | فريق عمل تونس - تقديم: أحمد الإندلسي - أخراج: قيس السلامي - مساعد مخرج:أمنة كويس - أشراف على التصوير:مصطفى البرنس - مدير إنتاج:فريد كمون - محمد رمزي المرواني - كريم شكيوة - توضيب عام:خليل بوغرارة - مساعدة إنتاج:ريم بن سعيد - علاقات عامة:ألفة عبيد - مصوريين:الياس الحمروني - وليد الغربي - محمد أشرف اللموشي - محمد عزيز حراك - مساعد تصوير:سفيان المكني - منتصر الغربي - ميكنج: هيثم قصة - تقني فيديو: سالم البدوي - مهندس صوت:فؤاد ثابت - مهندس ديكور: حليمة البدراني - ماكيير:إيناس منسي - نقل معدات: لطفي الدبابي - ترجمة: نايلة سلطان عقبي -معز سعيد - سونيا بن حمزة - شكر خاص:5 اوكلوك - المصحة الدولية حنبعل فريق عمل العراق - إخراج:مصطفى حكمت - تقديم: الاء حسين - مصوريين:حيدر علي جدوع - عمار عبد الجليل - لؤي قواي - مساعد تصوير:سلوان سعيد - منفذ أضاءة:احمد منذر - مدير إنتاج:زاهر الملكي - عماد صعدة - أمير عماد - مواقع تصوير بغداد:مرطبات الفقمة المنصور - صيدلية شمس الواثق - مطعم سكوزي المنصور - أسواق o&H - مطعم مادو المنصور - فري المنصور - محلات الفكهاني الكرادة - أسواق الديار العرصات - مطعم جيران المنصور - أفران صمون الكرادة - دانية للإلعاب - إعداد:كرير الأسدي - IT: أوس الأمي - صباح العسكري - مهندس صوت:محمد كاظم - مدير إنتاج:مؤيد زيدان فريق عمل الأردن - إخراج:عمر جواد العلي - تقديم: هيثم بارودي - مدير التصوير والإضاءة: مجيد زيتون - تصوير: وسام فضيلات - علي زيدان - معتصم العجلوني - عثمان سعد - إسلام عفان - بشير المومني - معاذ أبو حمور - عامر الشواورة - أنيس مبيضين - مساعد تصوير:نور سفيان - هداية طارق - رأفت الكساسبة - أشرف هندسي: م. محمد عوض - هندسة OB: Ob sync for media - م. بشار عوض - هندسة صوت: همام الشحاتيت - مونتاج:أحمد شريف - مدير الإنتاج: وسام أمين - تنسيق عمليات: عمر محمد - كوافير وماكير:عامر الحنين - أبو بكر الرعد - فراس الحنين - شكر خاص:الهيئة الملكية للأفلام والسينما- المنتج محمد أمين - صيدلية دراج سنتر - أفينيو مول - - ياسر مول - مطعم هاشم - مطعم جوري - لبناني سناك فريق عمل سوريا - اخراج:طارق رزق - تقديم: نانسي خوري - مساعد مخرج: روان الخوري - dop: بلال قنوع - مصوريين:خالد المصري - مازن العسكري - نور عباس - احمد الشعار - أحمد قنوع - مهندس صوت:أحمد السيسي - علاء حسين - تنسيق: غيث رزق - مدير إنتاج:أحمد حربا - مساعدين إنتاج:عدنان موسي - ألياس أبو رشيد - عزت محمود - شكر خاص:شركة خالد حلمي للإنتاج الفني * فريق عمل عمان - إخراج: أسامة الشرقي - تقديم: راشد الربخي - منتج: عطيش برمر - مدير إنتاج: سهيل نور - مساعد منتج: بارثا داس - حارث العمري - رئيس التحرير: مصطفى رحيم حميدي - كاميرا مان: احمد خميس السليماني - أحمد أيمن الخصيبي - جافير: عامر عادل - شكر خاص: سور ميديا للإنتاج والتوزيع - الموج مول - زهر الليمون فريق عمل ألمانيا - إخراج: أحمد جميل - تقديم: سناء حمداني - مصوريين:أذا موسي - عادل عقراي - طارق حسن - ماريون سونيبرج - كاميرات: عبد الغني حسو - مهندس الصوت: محمد خير علي - مكياج: أسامة النحاس - مساعدين مصور: مسعود جميل - أحمد باجاري - غزل رابح - مدير إنتاج:رنا سبليني - مساعد منتج:محمد إبراهيم - علي لؤي - طارق جمال - it:سؤدد محمد - أعمال نجارة: عماد كوشك - مونتاج:جرير المردود - ترجمة: ممدوح رباح - شكر: وزير المدينة - شرطة رئاسة الوزراء |